# 857
سنة 857 كانت سنة بسيطة تبدأ يوم الجمعة حسب التقويم اليولياني.

## مواليد
- - أبو العباس أحمد المعتضد بالله توفي في 902م، حكم من 893م إلى 902م.

## وفيات
- زرياب، شاعر موسيقار
- يوحنا بن ماسويه، طبيب سرياني
- إبراهيم بن عباس الصولي